# Otilia Portillo Padua
Otilia Portillo Padua es una directora, productora y guionista mexicana, especializada en la realización de documentales.

## Carrera
Portillo inicialmente estudió Filosofía y Letras y más adelante viajó al Reino Unido para realizar una Licenciatura en Arquitectura en la Universidad de Cambridge.
En la década de 2000 empezó su carrera como cineasta. En 2006 dirigió y escribió su primer documental, titulado Llegando al cielo todo se refleja, producido entre México y Guatemala. En 2012 se encargó de producir y dirigir el laureado documental Diario a tres voces, nominado al Premio de la Audiencia en el Festival de Cine South by Southwest en 2013, entre otras participaciones en importantes eventos de cine a nivel mundial.
En 2019 regresó con un nuevo documental, esta vez con Gael García Bernal como productor ejecutivo. Pajareros, producido entre México y Estados Unidos, relata el afán de los observadores de pájaros por preservar el hábitat de este tipo de fauna en la frontera entre ambos países.

## Plano personal
Portillo es hija de Alfonso Portillo, expresidente de Guatemala, y de su primera esposa, la escritora mexicana María Eugenia Padua González, fallecida en el 2010.

## Filmografía
- 2006 - Llegando al cielo todo se refleja
- 2012 - Diario a tres voces
- 2019 - Pajareros